# Визначник Вронського
Визна́чник Вронського (Вронськіан) — визначник, складений із функцій та похідних. Використовується в теорії диференціальних рівнянь. 
Для n функцій визначник Вронського будується з використанням похідних до n – 1 порядку: 
{\displaystyle W[f_{1}(x),f_{2}(x),...,f_{n}(x)]={\begin{vmatrix}f_{1}(x)&f_{2}(x)&\cdots &f_{n}(x)\\f_{1}'(x)&f_{2}'(x)&\cdots &f_{n}'(x)\\\vdots &\vdots &\ddots &\vdots \\f_{1}^{(n-1)}(x)&f_{2}^{(n-1)}(x)&\cdots &f_{n}^{(n-1)}(x)\end{vmatrix}}.}
Для лінійно залежних функцій визначник Вронського дорівнює нулю.

## Для лінійного диференційного рівняння другого порядку
Для однорідного лінійного диференційного рівняння другого порядку у формі 
{\displaystyle y''+g(x)y'+h(x)y=0\,}
визначник Вронського, складений із лінійно незалежних розв'язків рівняння визначається функцією g(x). 
Нехай {\displaystyle y_{1}(x)} та {\displaystyle y_{2}(x)} - два лінійно незалежні розв'яки, тобто 
{\displaystyle y_{1}''+g(x)y_{1}'+h(x)y_{1}=0\,}
{\displaystyle y_{2}''+g(x)y_{2}'+h(x)y_{2}=0\,}
Домножаючи перше рівняння на {\displaystyle y_{2}(x)} а друге на {\displaystyle y_{1}(x)} і віднімаючи отримуємо 
{\displaystyle W'+g(x)W=0\,}
або 
{\displaystyle W=Ce^{-\int g(x)dx}\,}.
Цю властивість можна використати для знаходження другого лінійно незалежного розв'язку рівняння, якщо один вже відомий. Рівняння для другого розв'язку є рівнянням першого, а не другого порядку.
Також з цього видно, що визначник Вронського або ніколи не нуль, або ідентичний нулю.

## Приклади
- Переконаємося, що вронскіан лінійно-залежних функцій {\displaystyle 1,x^{2},3+2x^{2}} дорівнює нулю:

{\displaystyle W(f_{1},f_{2},f_{3})(x)={\begin{vmatrix}1&x^{2}&3+2x^{2}\\0&2x&4x\\0&2&4\end{vmatrix}}=8x-8x=0,\qquad x\in \mathbb {R} .}
- Перевіримо тепер лінійну незалежність функцій {\displaystyle 1,x,x^{3}}

{\displaystyle W(f_{1},f_{2},f_{3})(x)={\begin{vmatrix}1&x&x^{3}\\0&1&3x^{2}\\0&0&6x\end{vmatrix}}=6x,\qquad x\in \mathbb {R} .}
Є точки, де вронскіан відмінний від нуля (у нашому випадку це будь-яка точка, крім x = 0). Тому на будь-якому проміжку ці функції будуть лінійно незалежними. 
- Наведемо тепер приклад, коли вронскіан всюди дорівнює нулю, але функції все одно лінійно незалежні. Задамо дві функції:

{\displaystyle f_{1}(x)=x^{2};\qquad f_{2}(x)={\begin{cases}-x^{2},&x<0,\\x^{2},&x\geqslant 0.\end{cases}}}
Обидві функції всюди диференційовних (у тому числі в нулі, де похідні обох функцій звертаються в нуль). Переконаємося, що вронськіан всюди нуль. 
{\displaystyle W(f_{1},f_{2})(x)={\begin{cases}{\begin{vmatrix}x^{2}&-x^{2}\\2x&-2x\end{vmatrix}}=0,&\;x<0,\\[15pt]{\begin{vmatrix}x^{2}&x^{2}\\2x&2x\end{vmatrix}}=0,&\;x\geq 0\end{cases}}}
Проте ці функції, очевидно, є лінійно незалежними. Бачимо що рівність вронськіана нулю не тягне за собою лінійної залежності у випадку довільного вибору функцій.